# Horizon West
Horizon West är en ort (CDP) i Orange County, i delstaten Florida, USA. Enligt United States Census Bureau har orten en folkmängd på 14 000 invånare (2010) och en landarea på 85,3 km².